# Metaksalon
Metaksalon – wielofunkcyjny organiczny związek chemiczny. Jest stosowany w medycynie jako lek miorelaksacyjny (zwiotczający mięśnie).

## Lek
Mechanizm działania metaksalonu nie został dokładnie zbadany, jednak przypuszcza się, że ma związek z jego depresyjnym działaniem na OUN. Stosowany jest w objawowym leczeniu bólu mięśniowo-szkieletowego spowodowanego nadwerężeniami, skręceniami i innymi schorzeniami układu mięśniowo-szkieletowego. Uznaje się, że metaksalon nie ma bezpośredniego wpływu na rozluźnienie mięśni szkieletowych i, w przeciwieństwie do środków blokujących przewodnictwo nerwowo-mięśniowe, nie zaburza przewodnictwa neuronalnego, transmisji nerwowo-mięśniowej ani pobudliwości mięśni. Jego działanie wiązane jest przede wszystkim z oddziaływaniem uspokajającym leku.

### Efekty uboczne
Do najczęściej zgłaszanych działań niepożądanych leku zalicza się m.in.: senność, bóle i zawroty głowy, nerwowość lub drażliwość, nudności i wymioty, splątanie, inne zaburzenia układu pokarmowego, suchość w ustach itd.
U pacjentów otrzymujących metaksalon występowały dolegliwości dermatologiczne, w tym wysypka. Rzadko występowały reakcje rzekomoanafilaktyczne, leukopenia, niedokrwistość hemolityczna i żółtaczka. Można się również spotkać z nieprawidłowościami w badaniach czynności wątroby, takimi jak: zwiększone stężenie AspAT, AlAT, fosfatazy alkalicznej i bilirubiny w surowicy, a także zwiększonym zatrzymywaniem sulfobromoftaleiny (BSP) i zmętnieniem tymolu. Podczas procesu leczenia tymże lekiem rzadko występowały nefrotoksyczność i białkomocz (nie potwierdzono jednak bezpośredniego powiązania tych dolegliwości z zastosowaniem metaksalonu). Zgłaszano także ropomocz i kamicę nerkową. Nie zbadano wpływu substancji na organizmy dzieci i młodzieży poniżej 12 roku życia, zatem odradza się stosowanie terapii metaksalonem w tej grupie wiekowej. Należy zachować szczególną ostrożność przy stosowaniu leku w terapii osób w podeszłym wieku.
Metaksalon może upośledzać zdolność do wykonywania czynności wymagających skoncentrowania psychicznego lub fizycznego, np. obsługa maszyn lub prowadzenie pojazdu mechanicznego. Ponadto, w przypadku jednoczesnego stosowania leku z innymi substancjami działającymi depresyjnie na OUN, w tym z alkoholem, może wystąpić addytywna depresja OUN.

### Przeciwwskazania
Do przeciwwskazań do stosowania preparatów z substancją czynną metaksalonem należą:
- znacznie zaburzona czynność wątroby lub nerek
- nadwrażliwość na jakikolwiek ze składników preparatu
- anemia hemolityczna, polekowa lub inna.

### Przedawkowanie
Należy utrzymywać drożność układu oddechowego oraz zaleca się podanie dodatkowego tlenu. Jeśli występują, należy na bieżąco leczyć śpiączkę, hipotermię, niedociśnienie i obrzęk płuc. Niedociśnienie szybko ustępuje po ułożeniu pacjenta na plecach i iniekcyjnym (dożylnym) podaniu płynów. Należy monitorować osobę po przedawkowaniu co najmniej przez 6 godzin po spożyciu, gdyż może wystąpić opóźnienie wchłaniania leku. Zamiast płukania żołądka zwykle wystarcza podanie węgla aktywowanego. Ze względu na rozległą dystrybucję w tkankach, dializy i hemoperfuzja są mało skuteczne.